# Bagrat II Mukhrani-batoni
Bagrat II fou el tercer príncep de Mukhrani (Mukhrani-batoni). Va néixer el 6 de juliol de 1572 i se'l va batejar Teimuraz. Era el fill gran de Vakhtang I Mukhrani-batoni a qui va succeir en morir, canviant llavors de nom (1 d'octubre de 1580).
Fou regent de Geòrgia del 1623 al 1624, es va casar amb Anna, filla Nukzar Sidamoni, eristhavi d'Aragvi, i va morir en una batalla a Merabdé el 1624. El succeí el seu fill Kai Khusrau Mukhrani-batoni.